# Amiens Sporting Club Football
L'Amiens Sporting Club Football, meglio noto come Amiens (AFI: /amjɛ̃/), è una società calcistica francese fondata nel 1901, con sede nell'omonima città della Piccardia.
Nella Ligue 2 del 2016-17 si piazza secondo in classifica e trova una storica promozione in Ligue 1 al 97º minuto dell’ultima giornata sul campo del Reims, la prima della sua storia.

## Storia
La società Amiens Athlétic Club (AAC) venne fondata il 6 ottobre 1901 da cinque ragazzi che fissarono come campo di gioco un terreno nella palude di Renancourt, dove oggi è situato il modernissimo stadio della Licorne. La squadra crebbe rapidamente diventando campione di Piccardia varie volte tanto che, pure il vecchio campo, ormai troppo stretto ed angusto, venne cambiato per ben due volte fino all'inaugurazione nel 1921 dello stadio “Moulonguet”, che deve il nome al presidente dell'AAC, il medico Moulonguet. In quel periodo il risultato di maggior prestigio è la semifinale di Coppa di Francia ottenuta nel 1930, anni durante i quali si raggiunge a più riprese lo status di club professionistico.
Nel 1961 la società è ribattezzata "Sporting Club d'Amiens" dopo la fusione con l'Amiens Sport. Nel 1974 e nel 1978 la squadra è promossa in seconda divisione, l'attuale Ligue 2. Un altro cambio di nome si ha nel 1989 quando il club diventa finalmente Amiens Sporting Club (ASC). Con l'arrivo dell'attuale presidente Pascal Pouillot, la società raggiunge una dimensione professionistica e la seconda divisione (1991), dove resta stabilmente.
L'inaugurazione del nuovissimo e modernissimo stadio della Licorne nel 1999, coincide quasi con il periodo migliore della storia bianconera: ossia il raggiungimento della finale in Coppa di Francia (persa ai rigori contro lo Strasburgo) e una nuova promozione in Ligue 2, entrambe nella stagione 2000-2001. Il campionato 2006-2007 ha visto l'Amiens classificarsi al suo miglior piazzamento di sempre (il 4º posto) in Ligue 2.

### Storica promozione in Ligue 1
Conquista la promozione nella Ligue 1 del 2017-18, la prima nella storia del club. Nell'ultima giornata di Ligue 2 sono 6 le squadre che si giocano i 3 posti validi per la promozione in Ligue 1 (due posti per la promozione diretta ed il terzo per i play-off contro la terzultima della massima serie): Strasburgo, Troyes, Lens, Brest, Nîmes ed appunto l'Amiens, tutte racchiuse tra i 64 e i 61 punti in classifica. La 38ª giornata non prevede nessuno scontro diretto tra le contendenti, tranne per l'Amiens, che deve giocare sul campo difficile dello Reims, settimo in classifica. Verso il 90º minuto tutte le sfide vedono le favorite in vantaggio, tranne l'Amiens che sta pareggiando. Al minuto 97º l'Amiens trova un'insperata rete e vince la partita a tempo ormai scaduto, mantenendo il secondo posto in classifica; si chiude così uno dei campionati più combattuti di una serie cadetta. Tutte le squadre coinvolte nella promozione vincono, le posizioni rimangono invariate ed a trionfare sarà lo Strasburgo con 67 punti, seguito dall'Amiens e dal Troyes a 66; più dietro, invece, Lens e Brest a 65, mentre, a 64, chiude il Nimes.
La prima stagione nella massima serie viene conclusa con un tranquillo 13º posto, conquistando 45 punti; l'anno successivo riserva alla compagine piccarda un 15º posto, mentre nella terza stagione in massima serie l'Amiens chiude al 19º posto, venendo relegato nella serie cadetta.

## Colori e simboli

### Colori
I primi colori adottati dall'Amiens sono l'azzurro e nero. Nel 1961, quando il club cambiò nome in Amiens Sporting Club integrandosi in una nuova struttura omnisportiva omonima sponsorizzata dalla città di Amiens, cambiò i suoi colori in blu con motivi rossi, colori che sono quelli dello stemma cittadino.
Negli anni 1980 il club abbandonò il rosso, giocando con le maglie blu con bordino bianco; mentre a metà degli anni 1990 l'Amiens decise di cambiare i suoi colori: il club passò a abiti interamente bianchi con bordi neri.

### Simboli ufficiali
Negli anni 1980 i loghi si ispiravano allo stemma della città di Amiens, costituito dunque da due strisce una rossa e una blu. Nel 1998 è stato introdotto un nuovo stemma raffigurante due unicorni rampanti che circondano lo stemma.
Il blu, colore storico del club usato dal 1901, scompare per la prima volta dallo stemma nel 2021, quando il club cambia il proprio logo, con uno nuovo con dettagli rossi. Nel 2022, l'Amiens svela un nuovo logo solo bianco e nero, ponendo fine alla lenta evoluzione dei colori del club dal blu al bianco e nero.

#### Stemmi

Logo in uso dal 1998 al 2018
L'attuale stemma dell'Amiens in uso dal 2022.

## Palmarès

### Competizioni regionali
- Campioni DH Nord: 4

1924, 1927, 1957, 1963
- Campioni DH Piccardia: 2

1920, 1921
- Campioni USFSA Piccardia: 11

1903, 1904, 1905, 1906, 1908, 1909, 1910, 1911, 1912, 1913, 1914

### Competizioni giovanili
- Championnat National U17: 1

2023-2024

### Altri piazzamenti
- Coppa di Francia:

Finalista: 2000-2001
Semifinalista: 1929-1930, 2007-2008
- Campionato francese di seconda divisione:

Secondo posto: 2016-2017
- Championnat National:

Secondo posto: 2000-2001, 2010-2011
Terzo posto: 2015-2016

## Organico

### Rosa 2024-2025
Aggiornata al 22 ottobre 2024.
| N. |                               | Ruolo | Calciatore        |
| -- | ----------------------------- | ----- | ----------------- |
| 1  | Francia (bandiera)            | P     | Régis Gurtner     |
| 2  | Mali (bandiera)               | D     | Mamadou Fofana    |
| 5  | Inghilterra (bandiera)        | D     | Osaze Urhoghide   |
| 7  | Francia (bandiera)            | C     | Antoine Léautey   |
| 9  | Rep. Centrafricana (bandiera) | A     | Louis Mafouta     |
| 10 | Marocco (bandiera)            | C     | Nordine Kandil    |
| 13 | Francia (bandiera)            | D     | Mohamed Jaouab    |
| 14 | Francia (bandiera)            | D     | Sébastien Corchia |
| 16 | Francia (bandiera)            | P     | Alexis Sauvage    |
| 17 | Benin (bandiera)              | C     | Angel Chibozo     |
| 18 | RD del Congo (bandiera)       | C     | Messy Manitu      |
| 19 | Comore (bandiera)             | D     | Rémy Vita         |
| 20 | Francia (bandiera)            | D     | Kylian Kaïboué    |

| N. |                           | Ruolo | Calciatore         |
| -- | ------------------------- | ----- | ------------------ |
| 22 | Marocco (bandiera)        | A     | Elyess Dao         |
| 23 | Guinea (bandiera)         | D     | Abdourahmane Barry |
| 25 | Francia (bandiera)        | C     | Owen Gene          |
| 26 | Francia (bandiera)        | C     | Yvan Ikia Dimi     |
| 27 | Comore (bandiera)         | C     | Rayan Lutin        |
| 29 | Camerun (bandiera)        | C     | Frank Boya         |
| 30 | Francia (bandiera)        | P     | Matthieu Rongier   |
| 34 | Francia (bandiera)        | D     | Siaka Bakayoko     |
| 39 | Marocco (bandiera)        | D     | Amine Chabane      |
| 45 | Costa d'Avorio (bandiera) | C     | Ibrahim Fofana     |
| 58 | Senegal (bandiera)        | C     | Mactar Tine        |
| 94 | Francia (bandiera)        | C     | Mathis Touho       |